# Grand Orient de France

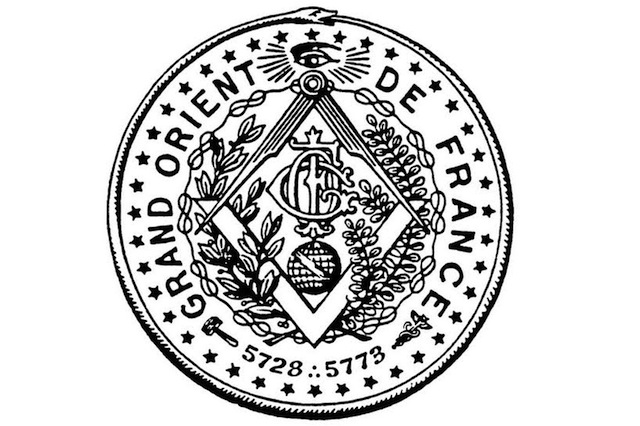

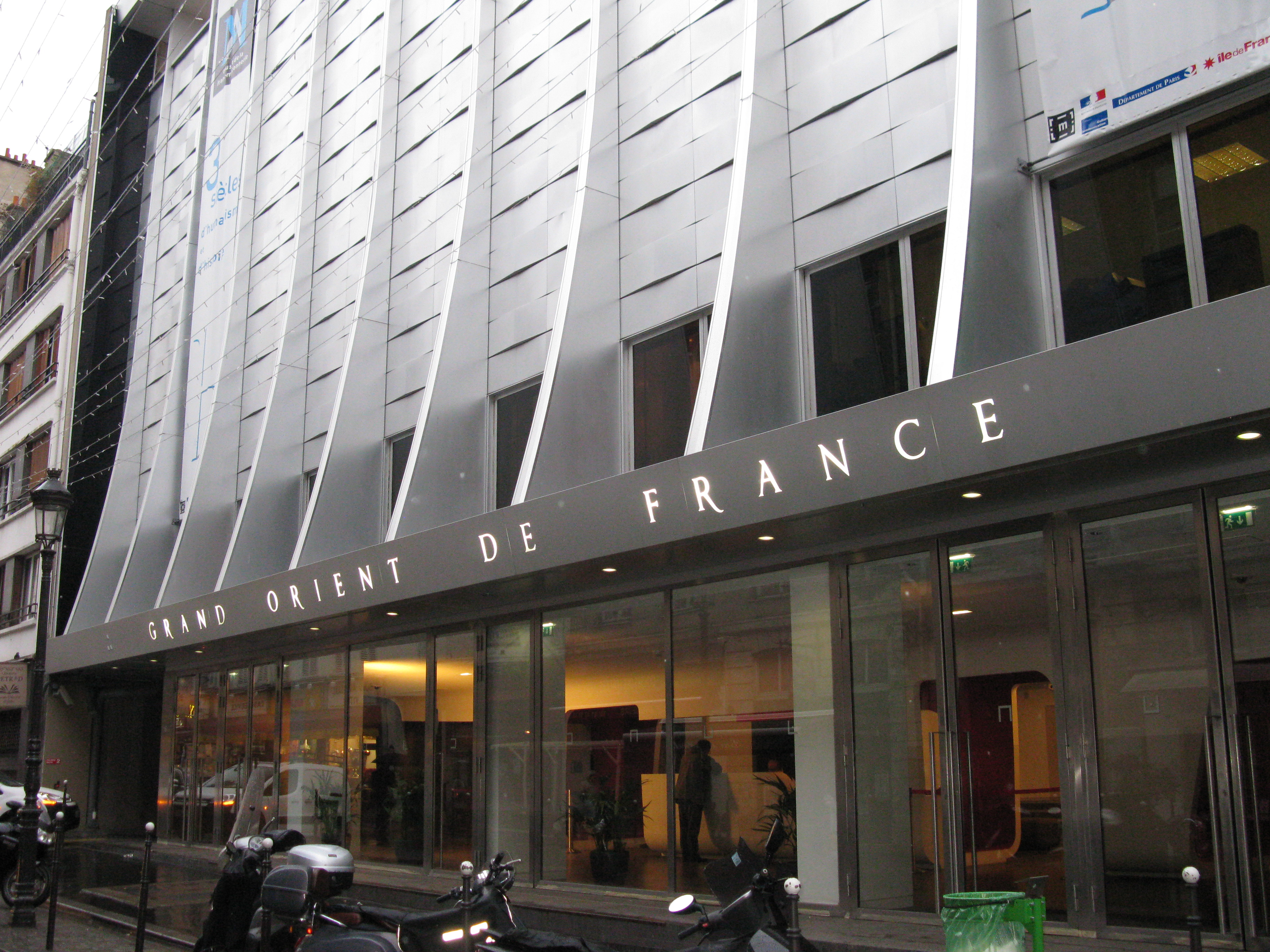
Grand Orient de France

Grand Orient de France (GODF) (viết tắt GODF, được dịch là "Grand Orient of France") là tổ chức lâu đời nhất và lớn nhất trong số một số tổ chức Tam điểm có trụ sở tại Pháp và lâu đời nhất ở lục địa Châu Âu (vì nó được thành lập từ một Grand Lodge cũ của Pháp vào năm 1773 và được tiếp thu một thời gian ngắn sau đó. của cơ thể cũ hơn vào năm 1799, do đó nó có thể được thành lập vào năm 1728 hoặc 1733). Grand Orient de France thường được coi là "nhà nghỉ mẹ" của Hội Tam điểm Lục địa.
Phương châm Liberté, Egalité, Fraternité được áp dụng vào năm 1848, theo các trang lịch sử và tự nguyện sáp nhập vào Cộng hòa Pháp.